# À Trianon
À Trianon est une mélodie d'Augusta Holmès composée en 1896.

## Composition
La compositrice écrit sa mélodie en 1896, sur un poème qu'elle a écrit elle-même. L'illustration est faite par P. Borie. La mélodie existe « dans le ton original » en ré majeur, pour soprano ou ténor, et en do majeur pour mezzo-soprano ou baryton. La partition a été éditée par Durand et Fils.

## Poème
Le poème a été écrit par Augusta Holmès elle-même :
Suivez-moi, Marquise, 

Parmi les parfums et la brise,

Vers le Temple d'Amour 

Qui nous sourit aux derniers rais du jour,

Suivez-moi, Bergère,

Parmi la mousse et la fougère,

Et les fleurs s'ouvrant sous vos pas,

Diront: « d'Amour, la mère

Est plus sévère,

Et Flore a moins d'appas ! »

Venez sous l'aubépine rose,

Moins rose que ta lèvre éclose !

Permettez qu'enfin je repose

Mon front tout près de votre cœur !

Votre sein bat plus vite…

En vain votre regard m'évite…

Ta main si frêle est trop petite

Pour cacher ta rougeur !

Venez donc, Marquise !

Goûtons ensemble l'heure exquise

Car l'Amour vous a conquise

Et c'est la fin du jour !